# ژن
ژن (به یونانی: γένος، génos) در زیست‌شناسی می‌تواند چندین معنی متفاوت داشته باشد. در کتاب فلسفه علم، نوشته‌ی الکساندر برد، مترجم کتاب معادل فارسی «نیامان» را برای «ژن» پیشنهاد کرده است. ژن، در ژنتیک مندلی یک واحد اساسی وراثت است و در ژنتیک مولکولی مجموعه‌ای از نوکلئوتیدها در DNA بوده که برای تولید RNA عملکردی مورد رونویسی قرار می‌گیرد. در سلول دو نوع ژن مولکولی وجود دارد: ژن‌های کُدکننده پروتئین و ژن‌های غیر کدکننده.
در طول بیان ژن، DNA ابتدا در RNA کپی می‌شود. RNA می‌تواند مستقیماً در بدن مورد استفاده قرار گیرد یا الگوی واسطه‌ای برای سنتز پروتئینی باشد که عملکردی را در بدن انجام می‌دهد (ژنوم در برخی ویروس‌ها RNA بوده که ممکن است مستقیماً و بدون کپی شدن عمل کنند. این یک استثنا برای تعریف دقیق یک ژن است که در بالا توضیح داده شد).
انتقال ژن‌ها به فرزندانِ یک ارگانیسم، اساس وراثت صفات فنوتیپی است. این ژن‌ها توالی‌های مختلف DNA را به نام ژنوتیپ می‌سازند. ژنوتیپ‌ها به همراه عوامل محیطی و رشدی تعیین می‌کنند که فنوتیپ‌ها چگونه باشند. بیشتر صفات بیولوژیکی تحت تأثیر پلی‌ژن‌ها (بسیاری از ژن‌های مختلف) و همچنین برهمکنش‌های ژن-محیط بروز می‌کنند. به ویژگی‌های ارثی جانداران که از نسلی به نسلی دیگر منتقل می‌شود، صفت می‌گویند. برخی از صفات ژنتیکی فوراً قابل مشاهده هستند، مانند رنگ چشم یا تعداد اندام‌ها، و برخی دیگر مانند گروه خونی، خطر ابتلا به بیماری‌های خاص، یا هزاران فرایند بیوشیمیایی اساسی که فعالیت‌های بدن تشکیل می‌دهند، قابل مشاهده نیستند.
یک ژن می‌تواند در توالی خود دچار جهش‌هایی شود که گوناگونی ژنتیکی در جمعیت را پدیدمی‌آورند و به نام اَلل شناخته می‌شوند. این الل‌ها نسخه‌های متفاوت از یک صفت را رمزگذاری می‌کنند که ممکن است باعث ایجاد صفات فنوتیپی متفاوت در یک گونه شود. اصطلاح «داشتن ژن» (به عنوان مثال، «ژن رنگ مو»)معمولاً به یک الل متفاوت از همان ژن مشترک اشاره دارد. ژن‌ها به دلیل انتخاب طبیعی/بقای اصلح و رانش ژنتیکی الل‌ها تکامل می‌یابند.
واژه ژن توسط ویلهلم یوهانسن، گیاه‌شناس، فیزیولوژیست گیاهی و ژنتیک دانمارکی در سال ۱۹۰۹ معرفی شد. کلمه ژن از زبان یونان باستان «γόνος، gonos" الهام گرفته شده است که به معنای فرزندان و تولید مثل است.

## ساختار و عملکرد ژن

### ساختار
ساختار یک ژن کد کنندهِ پروتئین از عناصر بسیاری تشکیل شده است که توالی کد کننده پروتئین واقعی اغلب تنها بخش کوچکی از آنهاست. این توالی شامل اینترون‌ها و نواحی ترجمه نشده mRNA بالغ هستند. ژن‌های غیر کدکننده همچنین می‌توانند حاوی اینترون‌هایی باشند که در طول پردازش برای تولید RNA عملکردی بالغ حذف می‌شوند.

در این تصویر مراحل بیان ژن در یک سلول یوکاریوت مشخص شده است، ابتدا RNA پیام‌رسان اولیه تولید می‌شود و سپس با حذف بخش‌هایی از آن به RNA پیام‌رسان بالغ می‌رسیم که پروتئین از روی آن ساخته می‌شود.

هر ژن دارای بخش  دنباله نظارتی است که برای بیان ژن ضروری است. این بخش شامل  پروموتر است که به وسیله  فاکتورهای رونویسی تشخیص داده می‌شود و به آن‌ها متصل می‌شود.
این فاکتورها آنزیم  تولید RNA را به کار می‌گیرند و فرایند تولید RNA از روی رشته DNA آغاز می‌شود. ژن‌هایی که به مقدار زیاد در سلول استفاده می‌شوند و به عبارتی بیان بالایی دارند پروموتر قوی‌ای دارند و ژن‌هایی که به ندرت در سلول به کار گرفته می‌شوند پروموتر ضعیفی دارند.: 7.2 
بخش افزاینده نیز موجود است که پروتئین‌های فعال‌کننده به آن می‌چسبد و میزان بیان ژن را افزایش می‌دهد. در طرف مقابل بخش خاموش‌کننده (Silencer) وجود دارد که پروتئین‌های خاصی به آن متصل می‌شوند و از میزان بیان و رونویسی ژن می‌کاهند.: 7.1 بدین ترتیب و به وسیله این بخش‌ها، میزان بیان ژن‌ها کنترل می‌شود. در نهایت آن بخشی از ژن که رونویسی می‌شود  رشته RNA پیام رسان اولیه را تولید می‌کند. این رشته طی یک فرایند، اینترون‌ها و بخش‌هایی از ابتدا و انتهایش حذف می‌شود و با ادغام بخش‌های باقی‌مانده (اگزون‌ها)، رشته بالغ به دست می‌آید. به این رشته ثانویه،  رشته RNA پیام رسان بالغ می‌گویند.

### عملکرد
تعیین دقیق این موضوع که یک ژن چه عملیاتی را در سلول انجام می‌دهد، بسیار دشوار است. بخش‌های نظارتی یک ژن مثل  افزاینده الزاماً در نزدیکی یک ژن نیستند و ممکن است در فاصلهٔ دورتری از ژن قرار داشته باشند. بعلاوه در خود ژن نیز ممکن است بخش‌های اینترون خیلی بزرگ باشند که عملاً یافتن بخش ترجمه شونده ژن را دشوار می‌کنند.
مطالعات اولیه این تئوری را در اذهان ایجاد کرد که هر ژن تولیدکننده یک پروتئین است و بر این اساس می‌توان عملکرد ژن‌ها را ارزیابی کرد. هر چند این مفهوم با کشف اینکه یک ژن می‌تواند با
 قطعه قطعه‌شدن‌های مختلف اینترون‌ها، RNAهای پیام‌رسان متفاوت تولید کند دچار بهبود و تعریف مجدد شد.

## بیان ژن‌ها
در تمامی ارگانیسم‌های زنده، دو گام جهت خواندن اطلاعات موجود در DNA و تبدیل آن اطلاعات به پروتئین‌های مخصوص وجود دارد. گام اول رونویسی DNA به رشته RNA پیام‌رسان است: 6.1  و گام دوم ترجمه رشته به پروتئین.: 6.2  ژن‌هایی که پروتئین نمی‌سازند و خود RNA درون سلول استفاده می‌شود هم‌چنان گام اول را طی می‌کنند اما گام دوم برای آن‌ها اجرا نمی‌شود.
فرایند تولید یک مولکول کاربردی زیستی از روی یک ژن، بیان ژن نام دارد و محصول به دست آمده که یک پروتئین یا RNA است،  محصول ژن نامیده می‌شود.

### کد ژنتیکی

این شکل یک رشته RNA و رمزهای درون آن را نشان می‌دهد، هر رمز به پروتئینی خاص اشاره می‌کند.

دنباله نوکلئوتیدی یک ژن، دنباله آمینواسیدی مربوط به آن را معین می‌کند. هر بخش سه عضوی از نوکلئوتیدها یک رمز ژنتیکی نامیده می‌شود که بیان‌گر دقیقاً یک آمینواسید است.: 6  به علاوه درون اطلاعات ژن‌ها یک  رمز شروع یک  رمز پایان داریم که شروع و پایان فرایند ترجمه را معلوم می‌کنند. چون رشته RNA، یک رشته {\displaystyle 3} حرفی است، پس مجموعاً
{\displaystyle 4^{3}=64} رمز مختلف وجود دارد که می‌توانند رمز ساخت پلی‌پپتیدهایی با ۲۰ نوع آمینواسید را داشته باشند.
این به این معناست که برخی از رمزها، به آمینواسیدهای یکسانی اشاره می‌کنند. هر چند بعضی از رمزها (رمزهای پایان) بیانگر هیچ‌ آمینواسیدی نیستند و و هیچ tRNA (رنای ناقل) را رمز نمی‌کنند. به عبارتی بهتر برای رمز های پایان UAA ، UAG ، UGA هیچ آمینواسیدی وجود ندارد.

### رونویسی
این فرایند یک رشته RNA پیام‌رسان تولید می‌کند که نوکلئوتیدهایش از حروف A, U, G, C تشکیل شده است و مکمل وارون رشته DNA ای است که رونویسی از آن انجام شده است.: 6.1  این رشته یک لایه میانی میان ژن موجود در DNA و پروتئین مرتبط با آن است. فرایند رونویسی به کمک آنزیمی به نام RNA پلیمراز انجام می‌گیرد. برای شروع فرایند رونویسی، فاکتورهای رونویسی ابتدا منطقه پروموتر را شناسایی می‌کنند و به آن‌ها می‌چسبند و نهایتاً با کمک بخش‌های افزاینده و سایز آنزیم‌های فعال‌کننده، آنزیم RNA پلیمراز به کار گرفته می‌شود و فرایند رونویسی شروع می‌شود.: 7 
در سلول‌های پروکاریوت که فاقد هسته هستند، این عملیات درون سیتوپلاسم صورت می‌گیرد. در سلول‌های یوکاریوت چون ماده وراثتی در هسته قرار دارد، رونویسی نیز درون هسته صورت می‌گیرد و ابتدا رشته اولیه را تولید می‌کند. سپس ترکیبی از اینترون‌ها از این رشته کنده شده و بخش‌هایی از ابتدا و انتهای آن نیز بریده می‌شود و رشته RNA پیام‌رسان نهایی تولید می‌شود. این رشته از هسته سلول خارج می‌شود. این فرایند حذف اینترون‌ها وابسته به وضعیت و نیاز سلول می‌تواند به شکل‌های مختلفی انجام شود لذا یک ژن در واقع می‌تواند تعداد زیادی RNA پیام‌رسان بالغ متفاوت تولید کند. این موضوع در سلول‌های یوکاریوت و برخی جانداران پروکاریوت دیده می‌شود.: 7.5 

### ترجمه

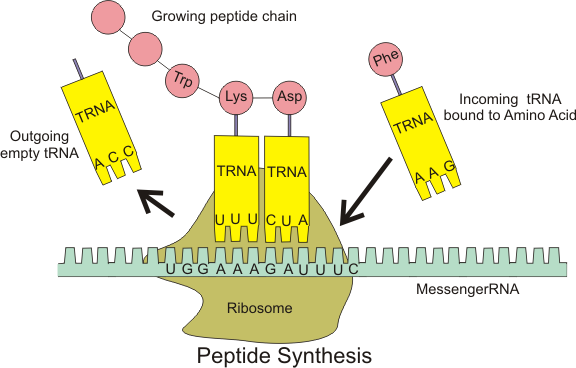
فرایند ترجمه درون ریبوزوم

این فرایند از روی رشته RNA پیام‌رسان بالغ، پروتئین تولید می‌کند. فرایند ترجمه به کمک پروتئینی بزرگ و پیچیده به نام ریبوزوم انجام می‌شود. طی این فرایند رشته RNA وارد ریبوزوم می‌شود و ریبوزوم رمزهای رشته را سه حرف به سه حرف می‌خواند و با اضافه کردن آمینواسید مربوطه یک دنباله از آمینواسیدها می‌سازد که پروتئین را تشکیل می‌دهد. این آمینواسیدها به وسیله پیوند پپتیدی به یکدیگر متصل می‌شوند. مرحله افزودن آمینواسیدها به کمک  رشته‌های RNA حامل صورت می‌گیرد. این RNAها، از یک طرف به آمینواسید متصلند و از طرف دیگر دربرگیرنده مکمل رشته رمز هستند که در ریبوزوم با رشته رمز پیوند می‌خورند و جذب ریبوزوم می‌شوند و آمینواسید متصل به آن‌ها توسط ریبوزوم جدا شده و به دنباله آمینواسیدی تولید شده می‌چسبد.: 3 

### سامان‌دهی بیان ژن‌ها
ژن‌ها باید سامان‌دهی شوند، به گونه‌ای که تنها هنگامی که سلول به آن‌ها نیاز دارد بیان شوند. یک سلول میزان بیان یک ژن را بر اساس شرایط محیطی (مانند دما، مواد اولیه موجود و …) و شرایط داخلی (مانند متابولیسم، چرخه سلولی و …) و از همه مهم‌تر کاربردش در یک ارگانیسم پیچیده تعیین می‌کند. به عنوان مثال تمامی سلول‌های بدن ما DNA و به تبع آن ژن‌های یکسانی دارند، اما تفاوت در میزان بیان ژن‌ها به جهت عملکرد متفاوت باعث می‌شود که سلول‌های چشم ما سلول‌هایی حساس به نور باشند و در طرف مقابل سلول‌های روی پوست، سلول‌هایی مقاوم و با عملکرد متفاوت باشند.: 7 
سامان‌دهی در مراحل مختلف تولید پروتئین می‌تواند انجام گیرد.
 در گام شروع رونویسی و به کمک فاکتورهای فعال‌کننده و خاموش‌کننده،
 در گام تولید RNA بالغ به کمک روش‌های مختلف حذف برخی اینترون‌ها و در گام پس از ترجمه و تغییر در ساختار پروتئین.

## فرگشت مولکولی
فرایند تقسیم سلولی که با کپی شدن DNA همراه است به جهت وجود ساز و کارهایی جهت بررسی درستی فرایند، عملیاتی بسیار دقیق است،: 7.6  طوری که در سلول‌های یوکاریوت به ازای یک بار کپی‌کردن DNA، احتمال خطا در هر نوکلئوتید در حدود {\displaystyle 10^{-8}} است. این خطا می‌تواند تغییر در یک نقطه از DNA یا اضافه شدن و کم شدن نوکلئوتید در DNA باشد. هر یک از این جهش‌ها می‌تواند باعث تغییرات در ژن‌ها بشوند. به طوری که یک ژن دیگر کارایی قبلی را نداشته باشد و عملکردش دچار تغییر شود. چون دنباله آمینواسیدی که تولید می‌کند متفاوت می‌شود و به تبع آن ساختار پروتئین دچار تفاوت می‌شود.
اکثر تغییرات در DNA، خنثی هستند و اثری در سلول ندارند که به آن‌ها جهش خاموش می‌گویند. این جهش‌ها ممکن است باعث تغییر در رمزهای ژن‌ها بشوند اما تغییری در آمینواسیدی که آن ژن تولید می‌کند نداشته باشند. یا اگر هم باعث تغییر در آمینواسید بشوند، تغییر قابل توجهی در ساختار پروتئین نکنند و پروتئین همچنان کارایی قبلی‌ش را داشته باشد.
برخی از جهش‌ها می‌توانند باعث تغییرات زیادی شوند. در این‌صورت سلول رفتار متفاوتی نشان می‌دهد که می‌تواند مضر باشد و این سلول به کمک انتخاب طبیعی حذف می‌شود. بخش بسیار کوچکی از جهش‌ها باعث می‌شوند که ژن‌های تغییر یافته مفید باشند و این سلول با یک ژن بهتر همچنان حفظ شود و تولید مثل کند و ژن جدید جایگزین ژن قبلی بشود. به این شکل ژن‌ها دچار فرگشت می‌شوند.: 7.6 

## ژنوم
تمامی ماده وراثتی در یک سلول به عنوان ژنوم شناخته می‌شود که دربرگیرنده ژن‌ها و دیگر بخش‌های DNA است که کاربردی در ساختار پروتئین‌ها ندارند.

### تعداد ژن‌ها
سایز ژنوم و تعداد ژن‌هایی که در خود ذخیره کرده است در میان جانداران مختلف بسیار متفاوت است. ساده‌ترین و کوچک‌ترین ژنوم‌ها مربوط به ویروس‌هاست که ماده وراثتی‌شان به فرم یک RNA است. در طرف مقابل گیاهان وجود دارند که گاهی تعداد بسیار کثیری ژن در آن‌ها وجود دارد. تعداد پروتئین‌هایی که از روی ژن‌ها تولید می‌شوند در حدود ۵ میلیون ساختار مختلف تخمین زده می‌شود.
در مورد انسان با گذشت زمان و بیان تعریفی دقیق‌تر و جامع‌تر از ژن‌ها، تعداد ژن‌های شناخته شده در بدن انسان به تدریج کاهش پیدا کرد و اکنون وجود حدود ۲۰۰۰۰ ژن در DNA انسان تخمین زده می‌شود. در انسان تنها حدود ۱ الی ۲ درصد کل ژنوم را ژن‌ها تشکیل می‌دهند. تمامی سلول‌های بدن یک جاندار ژنومی کاملاً تشابه دارند اما سلول‌های متفاوت از ژن‌های مختلفی استفاده می‌کنند.